# Henryk Grabiński

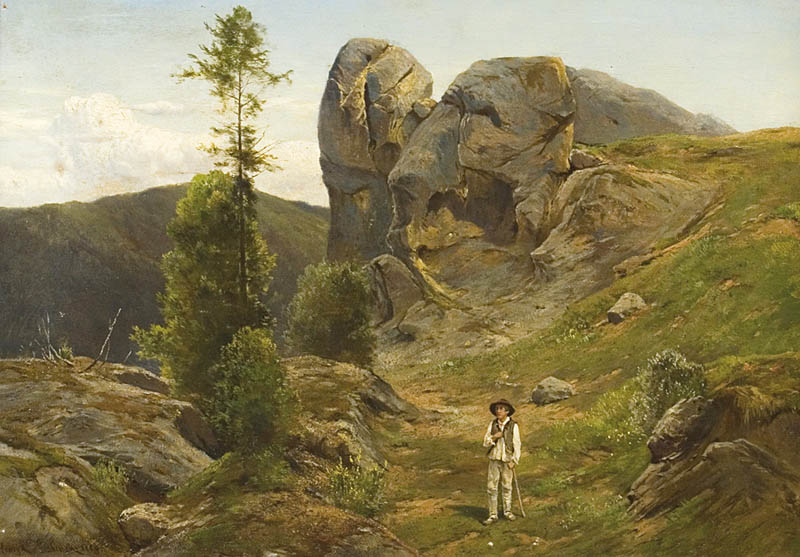
W Ojcowie, 1880

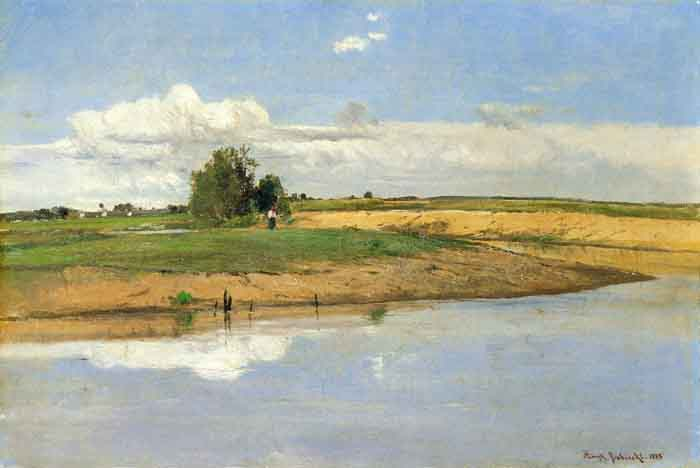
Polski pejzaż, 1882

Henryk Grabiński (ur. 1843 we Lwowie, zm. 22 stycznia 1903 tamże) – polski malarz i pedagog.
Początkowo pracował w warsztacie jubilerskim, od 1861 do 1866 studiował w wiedeńskiej Akademii Sztuk Pięknych pod kierunkiem pejzażysty Alberta Zimmermana. Naukę kontynuował w Monachium w latach 1868–1869, wyjeżdżał do Paryża, odwiedzał też Włochy, Tyrol i Bawarię. Po zakończeniu edukacji przebywał najczęściej w Krakowie i Lwowie, wiele podróżował po Galicji, Tatrach i Pieninach w poszukiwaniu tematów do malowania. W latach 1873–1877 był wykładowcą podstaw malarstwa pejzażowego i rysunku w krakowskiej Szkole Sztuk Pięknych, jego uczniami byli m.in. Jacek Malczewski, Roman Kochanowski i Maurycy Gottlieb. W 1879 osiadł we Lwowie, od 1882 cierpiał na nieuleczalną chorobę przez którą nie mógł chodzić, jednak pozostał aktywny do końca życia.
Henryk Grabiński malował przede wszystkim nastrojowe pejzaże, posługiwał się głównie techniką olejną, tworzył też akwarele i rysunki piórkiem i tuszem. Jego prace cechuje realizm, bogata i nasycona kolorystyka oraz zainteresowanie efektami świetlnymi. Artysta malował początkowo pejzaże Niemiec, później koncentrował się na okolicach Krakowa i Lwowa. W 1884 wydał we Lwowie podręcznik Szkoła rysunku krajobrazów, był też autorem albumu Widoki Galicji i guberni południowych Królestwa Polskiego (Lwów, 1881).